# Saloninus
Publius Licinius Cornelius Saloninus Valerianus (242 – 260) là Hoàng đế La Mã vào năm 260.

## Tiểu sử
Saloninus sinh vào khoảng năm 242. Cha của cậu sau là Hoàng đế Gallienus và mẹ là Cornelia Salonina, gốc người Hy Lạp từ Bithynia. Năm 258 Saloninus được cha mình phong làm Caesar (giống như người anh Valerianus II đã qua đời khoảng năm 258) và gửi đến Gaul để bảo vệ phòng tuyến sông Rhine nhằm ngăn ngừa ngoại tộc xâm nhập. Bray phỏng đoán rằng việc Saloninus được phong làm Caesar như người anh Valerianus II ở Illyria cũng do sự xúi giục của Valerianus I. Nếu như Valerianus II được sự bảo trợ của Ingenuus, thống đốc các tỉnh Illyria, thì Saloninus cũng được đặt dưới sự bảo hộ của viên pháp quan thái thú (praetorian prefect) Silvanus, Saloninus khi làm Caesar tại Gaul còn có tư dinh tại Colonia Agrippina (nay là Cologne).
Vào năm 260, Silvanus với Saloninus có tranh chấp với viên trấn thủ Postumus về một số chiến lợi phẩm mà quân của Postumus đã chiếm được từ tay quân German trong một cuộc đột kích thành công vào xứ Gaul. Tuy nhiên, Postumus lại tuyên bố nổi loạn rồi dẫn quân tiến hành bao vây Colonia Agrippina, do thực lực đôi bên quá chênh lệch nên chẳng bao lâu thành bị hạ, vị hoàng tử trẻ tuổi Saloninus cùng người giám hộ Silvanus đều bị giết chết. Rồi sau đó Postumus tự xưng hoàng đế và định đô ngay tại đây, lãnh thổ của ông được gọi là Đế quốc Gallia tồn tại cho đến khi bị Hoàng đế Aurelianus chiếm lại sau trận Châlons vào năm 274.